# Waterman (Illinois)
Waterman és una població dels Estats Units a l'estat d'Illinois. Segons el cens del 2000 tenia 1.224 habitants.

## Demografia
Segons el cens del 2000, Waterman tenia 1.224 habitants, 456 habitatges, i 338 famílies. La densitat de població era de 472,6 habitants/km².
Dels 456 habitatges en un 40,4% hi vivien nens de menys de 18 anys, en un 62,3% hi vivien parelles casades, en un 9% dones solteres, i en un 25,7% no eren unitats familiars. En el 22,8% dels habitatges hi vivien persones soles el 12,9% de les quals corresponia a persones de 65 anys o més que vivien soles. El nombre mitjà de persones vivint en cada habitatge era de 2,68 i el nombre mitjà de persones que vivien en cada família era de 3,18.
Per edats la població es repartia de la següent manera: un 30,5% tenia menys de 18 anys, un 7,7% entre 18 i 24, un 29,4% entre 25 i 44, un 17,2% de 45 a 60 i un 15,2% 65 anys o més.
L'edat mediana era de 35 anys. Per cada 100 dones de 18 o més anys hi havia 92,1 homes.
La renda mediana per habitatge era de 47.500 $ i la renda mediana per família de 52.778 $. Els homes tenien una renda mediana de 41.726 $ mentre que les dones 23.824 $. La renda per capita de la població era de 18.836 $. Aproximadament el 5,6% de les famílies i el 6,2% de la població estaven per davall del llindar de pobresa.

## Poblacions properes
El següent diagrama mostra les poblacions més properes.